# اکلاهما سیتی تاندر
اکلاهما سیتی تاندر یا ثاندر، (به انگلیسی: Oklahoma City Thunder) یکی از تیم‌های اتحادیه ملی بسکتبال آمریکا است، و خانه آن در شهر اکلاهما سیتی ایالت اکلاهما قرار دارد.
این تیم که سابقاً سیاتل سوپرسانیکس نام داشت، پس‌از عدم دریافت حمایت کافی از مسئولان مالی شهر سیاتل در سال ۲۰۰۸، به شهر اکلاهما سیتی نقل‌مکان کرد و نام خود را به اکلاهاما سیتی تاندر تغییر داد.

## افتخارات
این باشگاه بعد از نقل مکان به اکلاهما سیتی تیم موفقی بوده و یک سال بعد از نقل‌مکان یعنی در فصل ۲۰۰۹–۲۰۱۰ به پلی‌آف رسید و بعد از آن هر فصل به پلی‌آف رفتند. در ۲۰۱۱–۲۰۱۲ به فینال اتحادیه ملی بسکتبال رفتند اما در مقابل میامی هیت با ۱ برد و ۴ باخت حذف شدند.

### از سال 2023- تاکنون
بازگشت به رقابت های قهرمانی
تاندر ،چت هولمگرن را برای فصل 2023–24، که  ستاره سابق گوردون هیوارد بود را جذب کرد. 
چت هولمگرن از مصدومیت بازگشت و به عنوان یک تازه کار تاثیر خوبی گذاشت، جالن ویلیامز نیز بسیار پیشرفت کرده بود و گیلجوس-الکساندر دومین تیم All Star خود را ساخت. در 31 مارس، در برابر نیویورک نیکس، تاندر رسما با پیروزی 113–112 به پلی آف رسید. این اولین حضور آنها در پلی آف از فصل 20-2019 است. تاندر با رکورد 57 برد و 25 باخت کار خود را به پایان رساند و برای اولین بار از سال 2013 به صدر جدول کنفرانس غرب دست یافت. مارک داگنو برنده جایزه بهترین مربی سال شد زیرا تاندر در دور اول نیواورلئان پلیکانز را شکست داد و به جوانترین تیمی تبدیل شد که با میانگین سنی 25 سال در یک سری پلی آف پیروز شد، اما در 6 بازی به دالاس ماوریکس لوکا دانچیچ شکست خوردند با اینکه در یک نقطه از بازی ششم، 17 امتیاز جلوتر بودند. 
اولین حرکت آنها در خارج از فصل، معامله گارد جاش گیدی با الکس کاروسو، گارد مدافع  شیکاگو بول بود. آیزایا هارتنشتاین همچنین به عنوان پشتیبان برای چت هولمگرن که اکنون وارد سال دوم تحصیلی خود شده بود، قرارداد امضا کرد. تاندر با نیکولا تاپیک و دیلون جونز قراردادهای تازه کار امضا کرد.
اولین حرکت آنها در خارج از فصل، معامله گارد جاش گیدی با الکس کاروسو، گارد مدافع نخبه شیکاگو بول بود. آیزایا هارتنشتاین همچنین به عنوان پشتیبان برای چت هولمگرن که اکنون وارد سال دوم تحصیلی خود شده بود، قرارداد امضا کرد. تاندر با نیکولا تاپیک و دیلون جونز قراردادهای تازه  امضا کرد.

## نگارخانه

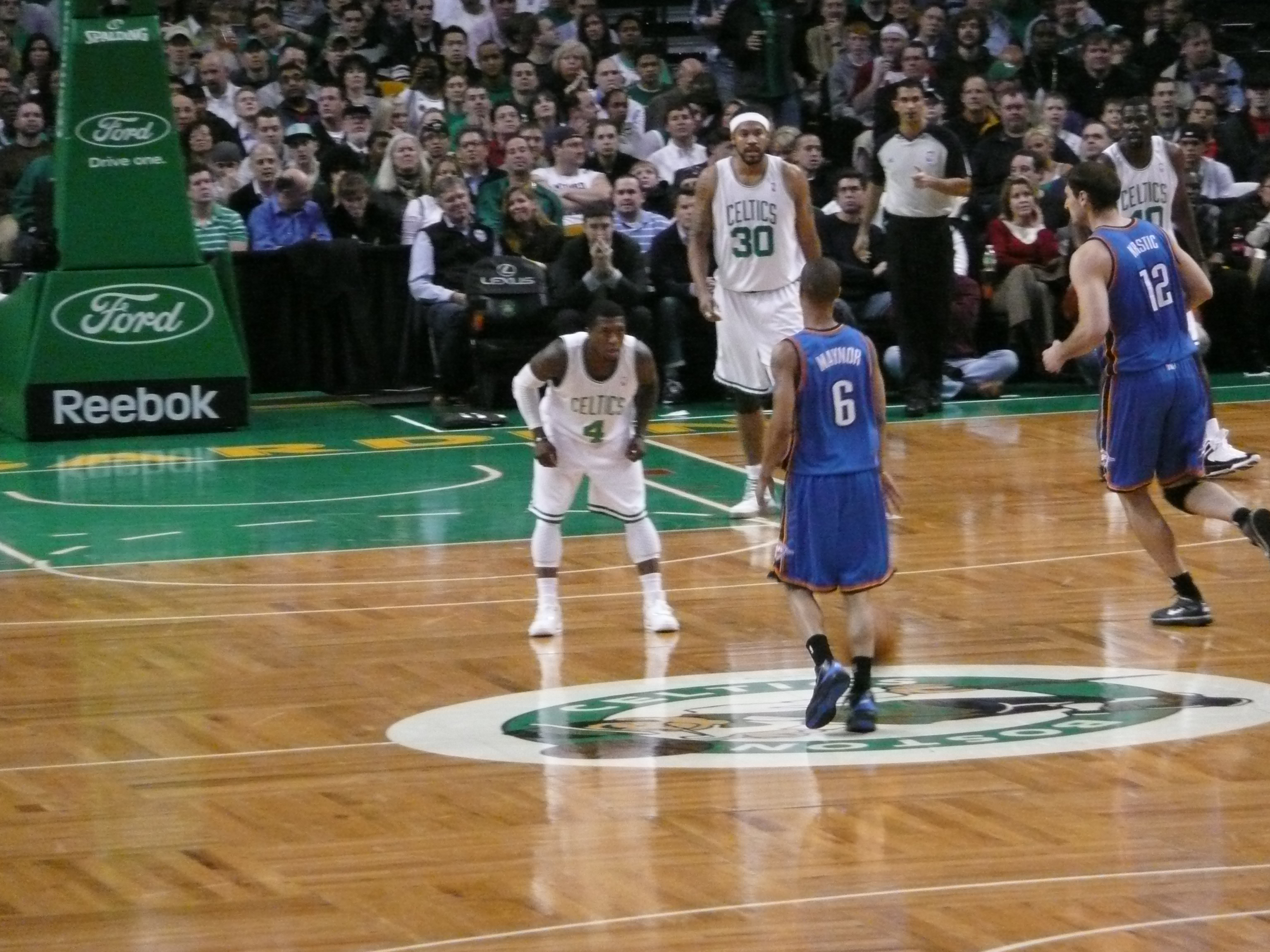
تیم تاندر در مصاف با تیم بوستون سلتیکز
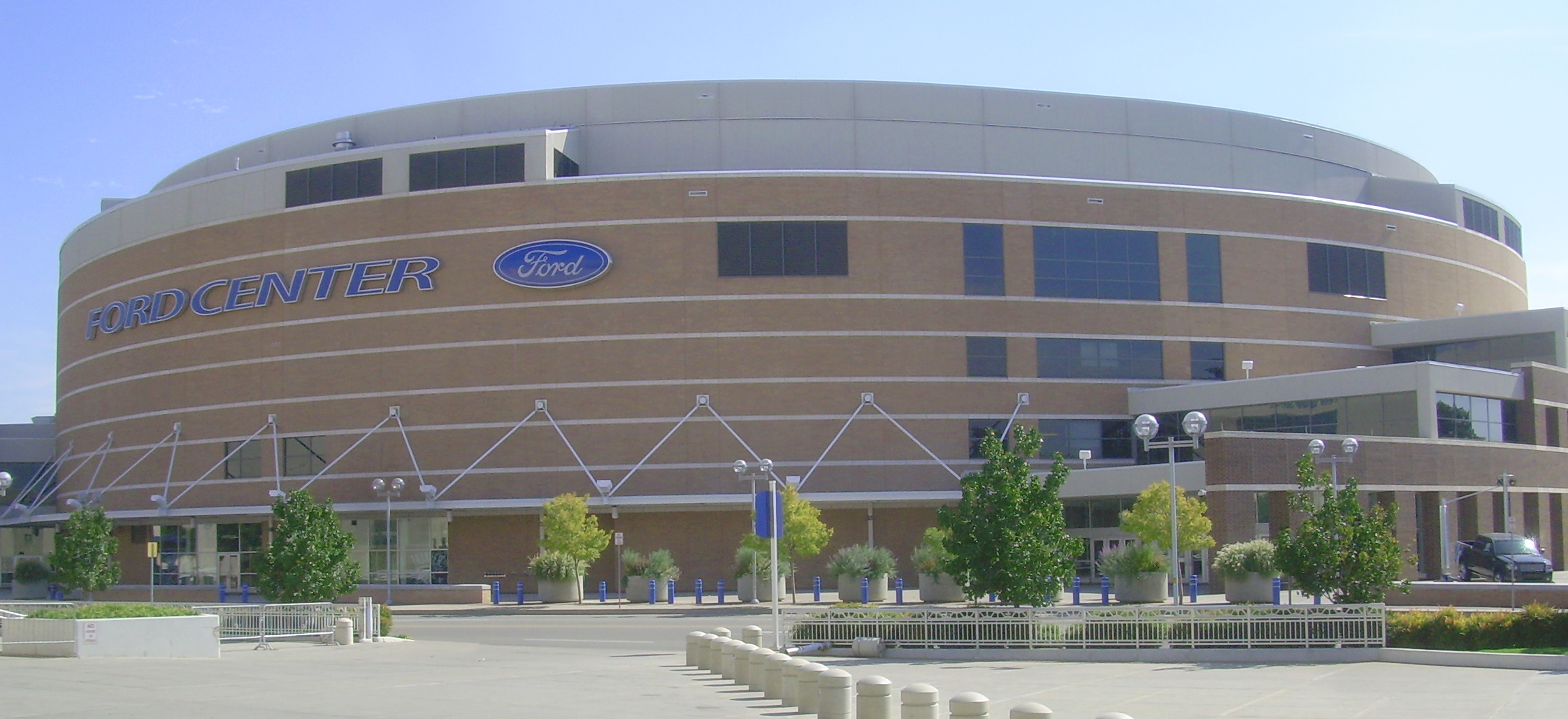
فورد سنتر
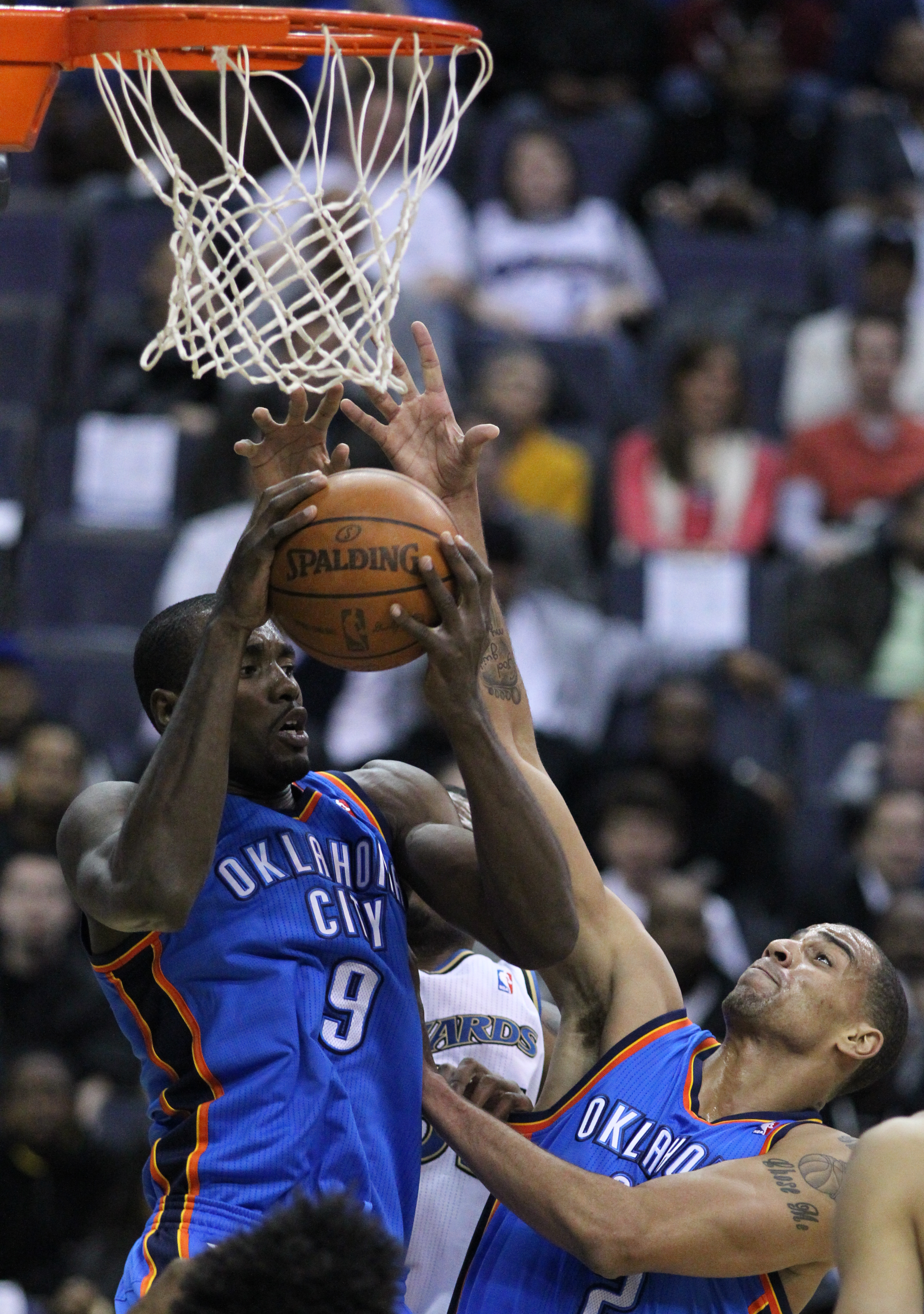
سرج ایباکا

## وبگاه رسمی
- Oklahoma City Thunder